# Momir Petković
Momir Petković (in cirillico: Момир Петковић?; Subotica, 21 luglio 1953) è un ex lottatore jugoslavo, dal 1992 serbo, specializzato nella lotta greco-romana.

## Palmarès

### Olimpiadi
- 1 medaglia:
  - 1 oro (Montréal 1976 negli 82 kg)

### Mondiali
- 4 medaglie:
  - 3 argenti (Città del Messico 1978 nei pesi medi; San Diego 1979 nei pesi medi; Oslo 1981 nei pesi medi)
  - 1 bronzo (Göteborg 1977 nei pesi medi)